# 坝陵河
坝陵河，位于中国贵州省西南部，是打邦河右岸支流，发源于六枝特区中寨苗族彝族布依族乡抱木箐（泡木箐），东南流经白岩脚水库、郎岱镇后，进入关岭布依族苗族自治县坝陵河峡谷，至关岭县断桥镇伍家坟以南右纳断桥河后折向东，注入打邦河。河长56千米，河道平均比降20.2‰，流域面积550平方千米。在关岭县城北部坝陵河上有著名的滴水滩瀑布。